# Хоронько-оркестр
Хоронько-Оркестр — музыкальная группа, играющая музыку в стиле джазового кабаре, лидер группы — Дмитрий Хоронько.

## История
Дмитрий Хоронько был приглашён в труппу театра им. Ленсовета во время учёбы на четвёртом курсе ЛГИТМиКа. В 1995 году на Малой сцене театра представил свою первую музыкальную программу, из которой впоследствии родился «Хоронько Оркестр». Работал в театре, на радиостанции «Эхо Петербурга», делал программы на «Радио России», «Радио Модерн» и репетировал с музыкантами.
К 1997 году Хоронько начинает работать с профессиональными музыкантами, артисты начинают применять джазовую гармонию. Вместе с пианисткой Викторией Рубцовой в оркестре появляется её отец — джазовый музыкант. Коллектив состоял из контрабаса, гитары, ударных, скрипки, аккордеона, фортепиано и вокала. В этом составе оркестр стал лауреатом конкурса актёрской песни имени Андрея Миронова.
Со временем произошла смена участников коллектива. Место контрабаса заняла бас-гитара, скрипку подменил кларнет, добавился саксофон.
В 2004 году ушёл из театра им. Ленсовета, чтобы создавать свой собственный театр.
По собственному выражению музыкантов, «Хоронько-оркестр — это современное кабаре на грани фола». И их смысл и философия - развлекать.
В 2011 году участвовали в программе «ДОстояние РЕспублики».

## Участники

### Действующий состав
- Дмитрий Хоронько — голос, вокал, электрогитара, акустическая гитара, импровизация (с 1995)
- Ильдар Казаханов (The Artist) — гитара, акустическая гитара
- Ринат Сафаргалиев — бас, контрабас
- Алексей Денисов — ударные
- Сергей Ушаков — кларнет
- Лев Орлов — тенор-саксофон

### Бывшие участники
- Анатолий Альпер — фортепьяно (1995—1997)
- Ольга Цехновицер — скрипка (1995—1996)
- Павел Штейнлухт — флейта (1995—1996)
- Илья Мухин — контрабас (1995—2002)
- Леонид Кутсар — губная гармоника (1995)
- Борис Бирман — гитара (1995—1997)
- Сергей Янсон — аккордеон (1995—2009)
- Алексей Серебряный — скрипка (1996—2000)
- Николай Соколов — ударные (1996—2003)
- Александр Николаев — саксофон (1996—2004)
- Ваге Айрапетян — фортепьяно (1998—1999)
- Сергей Арзуманов — гитара (1998—1999)
- Михаил Затин — скрипка (1998)
- Кирилл Зиборов — контрабас (1999)
- Виктория Рубцова — фортепьяно (1999—2002)
- Эдуард Рубцов — фортепьяно (1999—2002)
- Денис Литош — гитара (1999—2003)
- Сергей Березовой — бас (1999—2004)
- Вячеслав Шулин — фортепьяно (2000)
- Вадим Михайлов — контрабас (2000)
- Виталий Румянцев — кларнет (2002—2004)
- Александр Гуреев — саксофон (2003—2008)

## Дискография
- 2002 — Страшные песни
- 2006 — Мне хорошо!